# If I Were You (nummer)
If I Were You is een nummer van de Amerikaanse rockband Hoobastank uit 2006. Het is de eerste single van hun derde studioalbum Every Man for Himself.
Het nummer flopte in Amerika. Ook in het Nederlandse taalgebied wist het geen hitlijsten te bereiken. Het meeste succes had het nummer in het Duitse taalgebied en Italië.